# Campanulotes elegans
Espèce
Synonymes
C. flavus elegans (Tendeiro, 1978)
Campanulotes elegans est une espèce d'insectes parasites de l'ordre des Phthiraptera (poux), du sous-ordre des Ischnocera et de la famille des Goniodidae.
C'est un parasite de la colombine élégante (Phaps elegans), une espèce d'oiseaux de la famille du pigeon endémique d'Australie.